# St. Nikolaus (Isny im Allgäu)

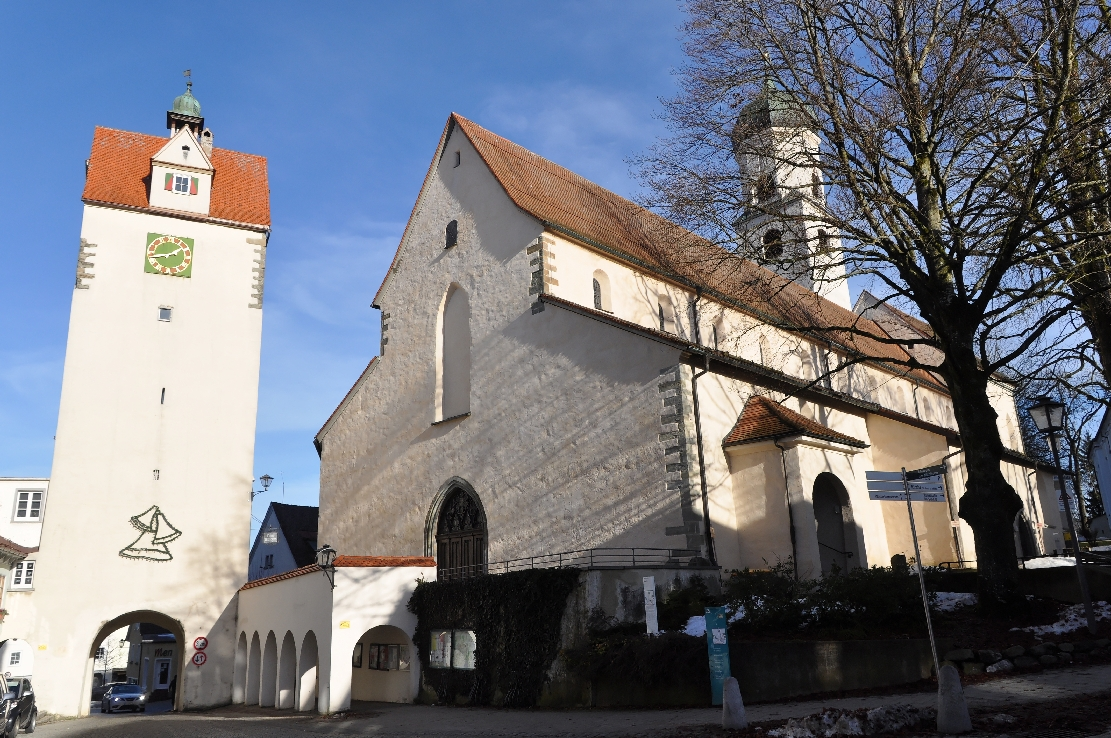
Nikolaikirche neben dem Wassertorturm

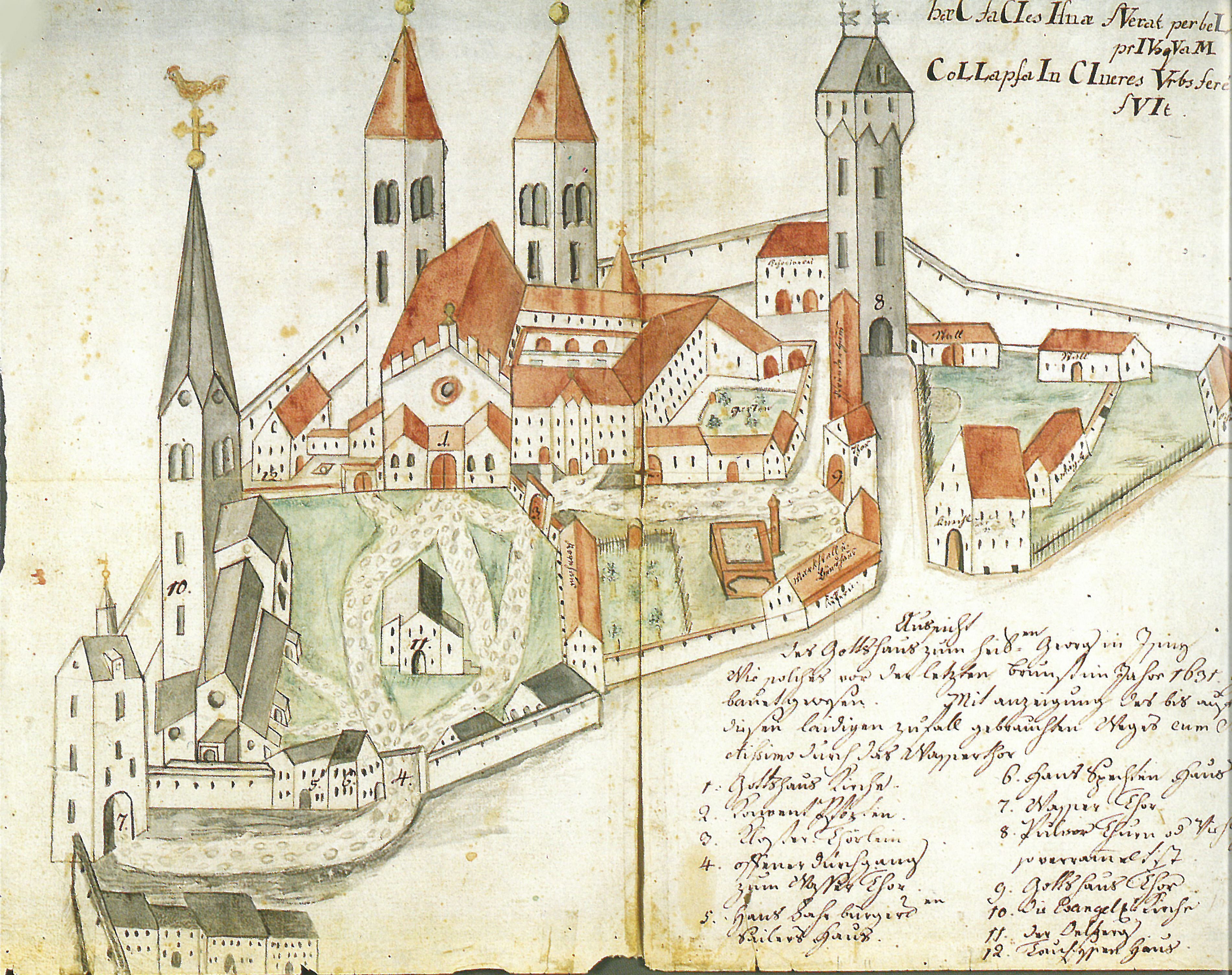
Vor dem Stadtbrand 1631:
Die Nikolaikirche (links) noch mit spitzem Turm

Die evangelische Stadtpfarrkirche St. Nikolaus in Isny im Allgäu ist eine dreischiffige Pfeilerbasilika, an deren romanischen Bau von 1288 im 15. Jahrhundert ein spätgotischer Chor angefügt wurde. Diese sogenannte Nikolaikirche wurde nach der Reformation zur evangelischen Stadtpfarrkirche. Oberhalb der im 15. Jahrhundert gebauten Sakristei befindet sich ein gewölbter Raum mit der Predigerbibliothek, die unter anderem eine wertvolle Sammlung von Handschriften und Wiegendrucken enthält.

## Geschichte
St. Nikolaus, die sogenannte Nikolaikirche, ist die Nachfolgerin der Leute-Kirche, die in nächster Nähe zur Klosterkirche des ehemaligen Klosters St. Georg gebaut worden war. Im Jahr 1284 brannten mit dem Kloster und dem größten Teil der Stadt auch die Kirchen ab. Von der 1288 durch Heinrich von Brunow neu erbauten Kirche sind die Umfassungsmauern des Langhauses, die Rundbogenfenster des nördlichen Lichtgadens, die Arkadenbögen im Innern und der Turm bis zur Glockenstube erhalten geblieben. Der spätgotische Chor mit seinem Sternrippengewölbe wurde im 15. Jahrhundert angefügt. Nachdem 1462 eine Prädikaturstiftung eingerichtet worden war und 1472 der Kirchturm umfassend erneuert wurde, dürfte dabei auch die Sakristei mit der über ihr befindlichen Predigerbibliothek entstanden und eingewölbt worden sein. Zu dieser Zeit wurde auch die Eberz’sche Kapelle (mit Sternrippengewölbe) an die Südseite der Kirche angebaut. Bereits 1522 wurde in Isny die Reformation eingeführt.
Beim großen Stadtbrand 1631 brannte die Kirche – bis auf Chor und Sakristei mit Prädikantenbibliothek – erneut aus. Trotz der schweren Kriegszeiten – mitten im Dreißigjährigen Krieg – wurde schon 1636 mit dem Wiederaufbau begonnen, und zwar im Inneren als Querkirche. Der Turm wurde erhöht und erhielt dann seine heutige Zwiebelhaube. 1689 stürzte ein Teil des Südschiffes ein. Von 1854 bis 1860 erhielt das Gotteshaus eine neugotische Ausstattung. 1959 erfolgte eine Sanierung der Westfassade, von 1968 bis 1972 eine Gesamtrenovierung. Nach der Fassadensanierung von 1987 wurden 2005/2006 umfangreiche Instandsetzungsmaßnahmen durchgeführt.

## Äußeres
Das Äußere der Basilika ist geprägt vom romanischen Langhaus, das eine ziemlich schmucklose Westfassade besitzt und an das im Osten ein spätgotischer Chor angebaut wurde. Überragt wird das lange Kirchenschiff vom Turm mit seiner Zwiebelhaube, die typisch barock ist. An das Langhaus ist die zweistöckige Sakristei angebaut, die in jeder Etage aus einem gewölbten Raum besteht. Im oberen Raum ist die Prädikantenbibliothek untergebracht. Neben der Sonnenuhr auf der Südseite des Chores befindet sich eine Bauinschrift, die das Jahr der Fertigstellung dokumentiert.

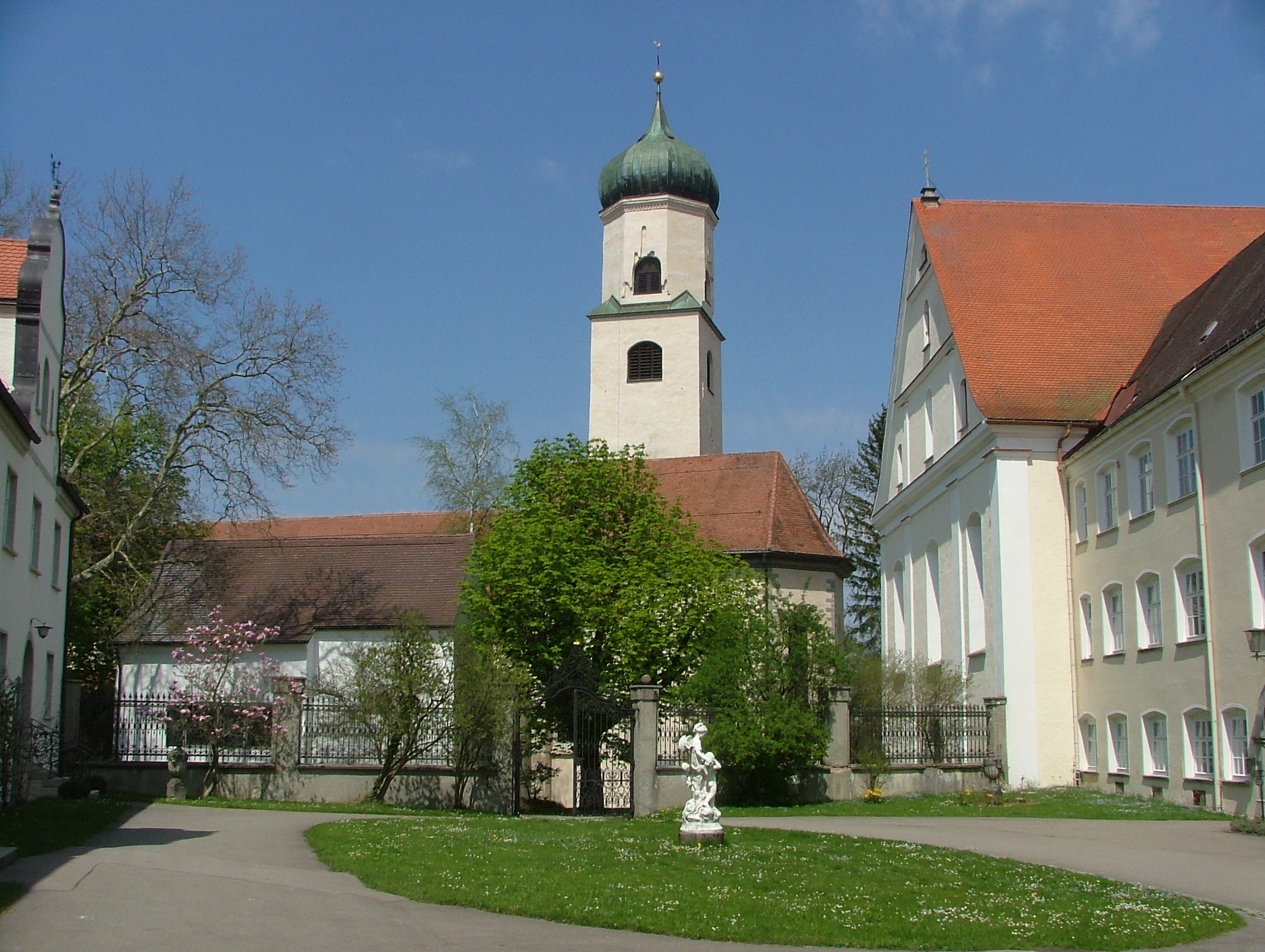
Ansicht vom Schlosshof
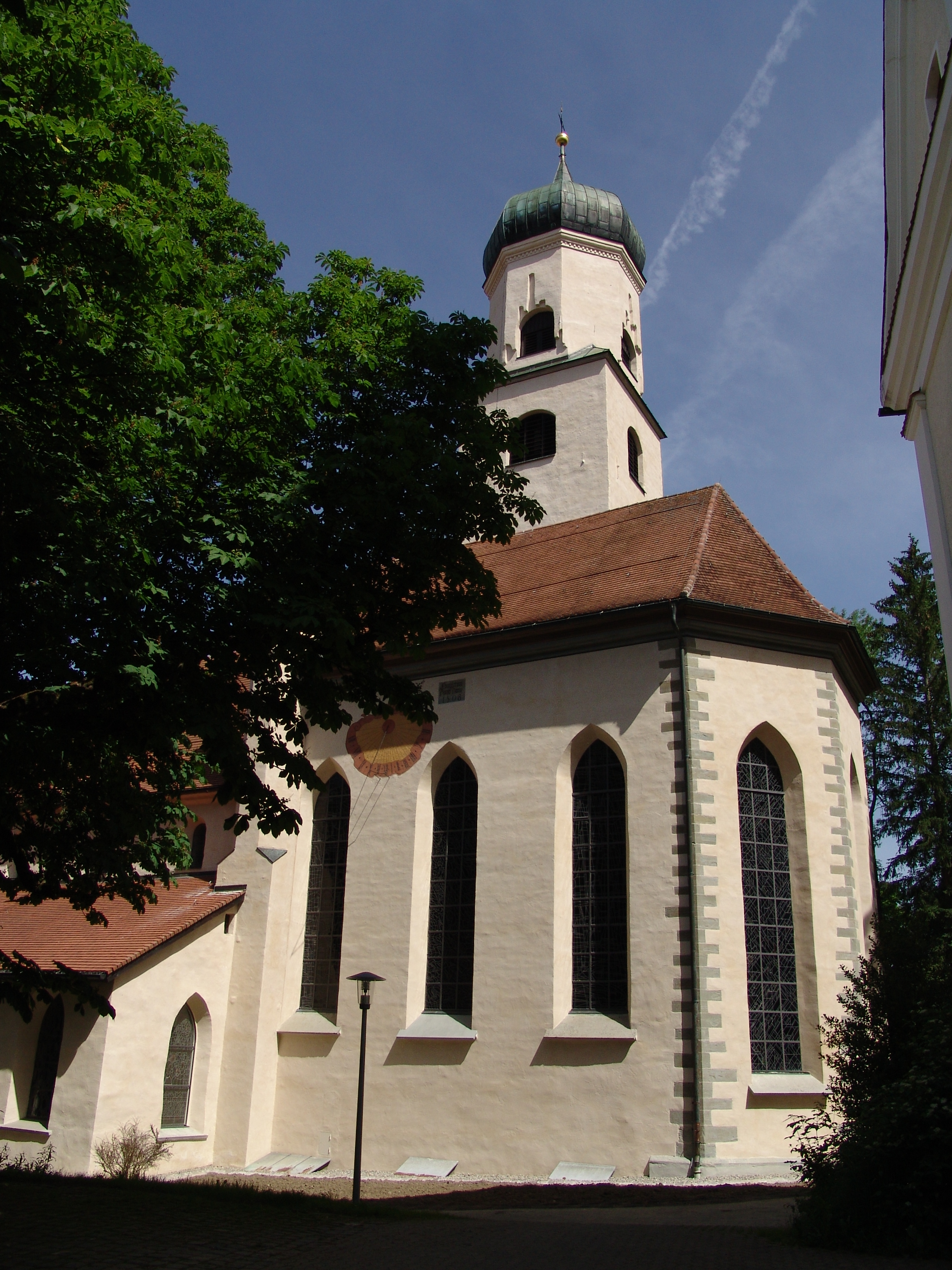
Spätgotischer Chor
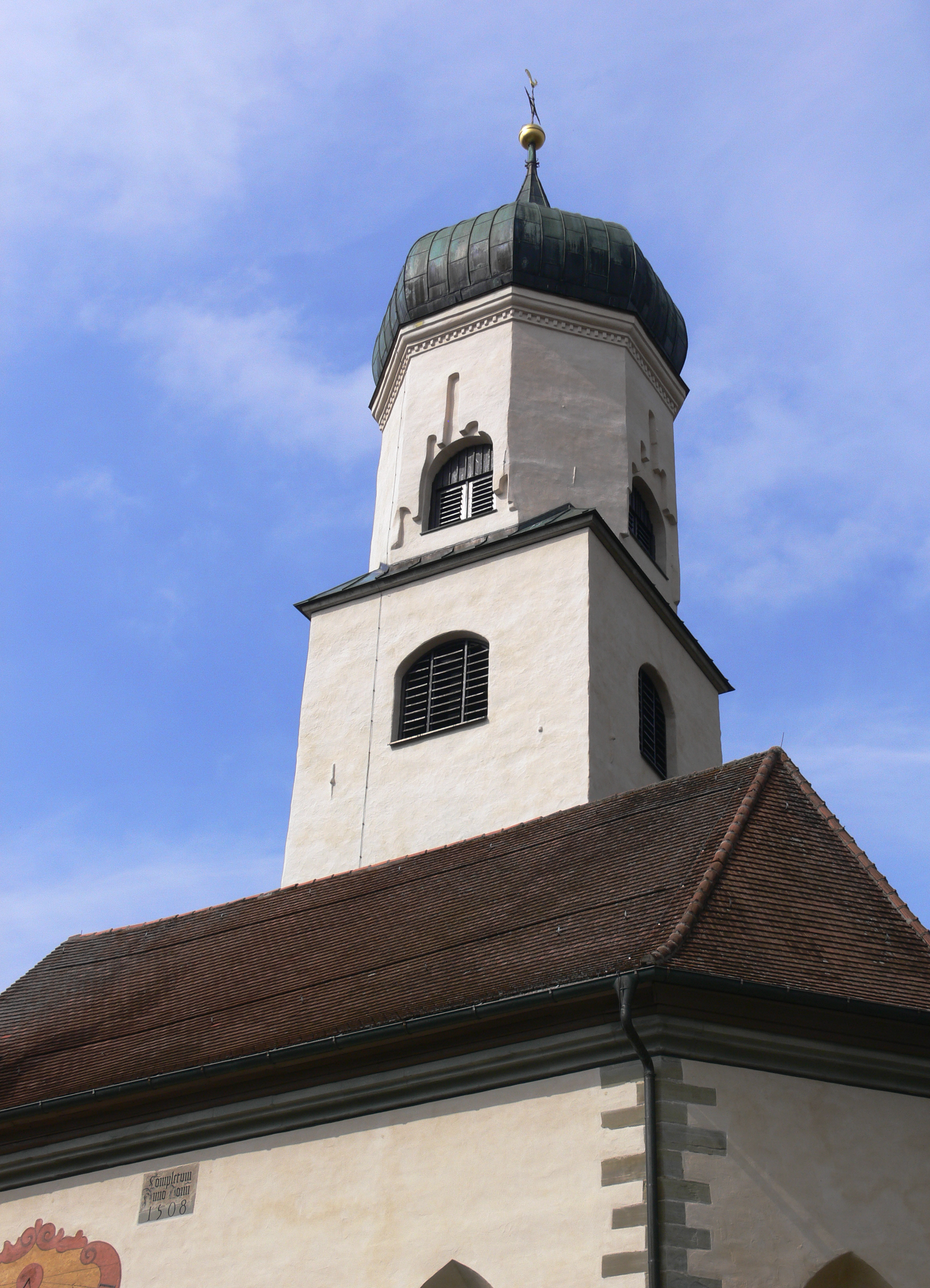
Barocke Zwiebelhaube
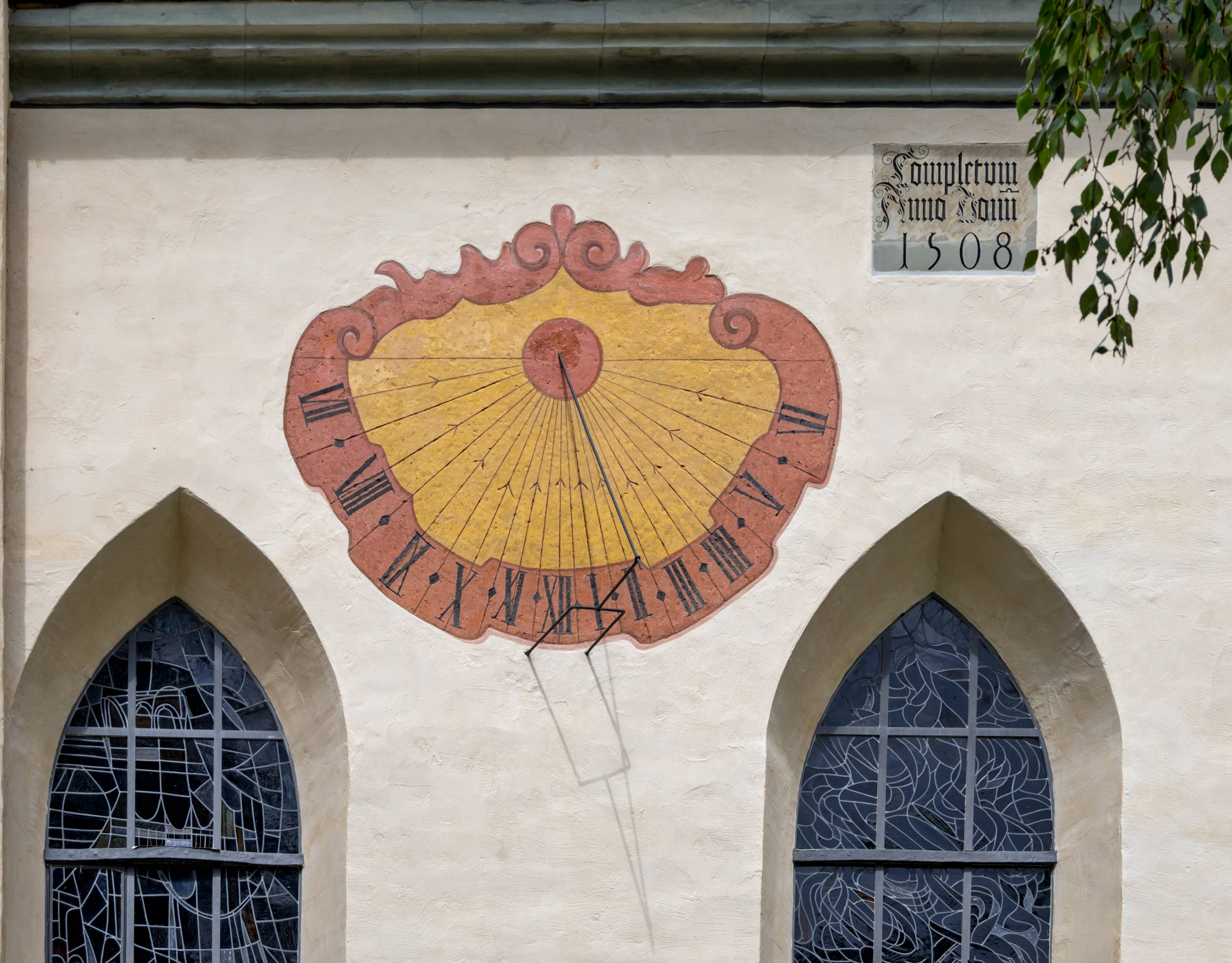
Sonnenuhr mit Bauinschrift

## Inneres
Das Innere ist geprägt von den kräftigen Pfeilern mit ihren dazwischen gespannten Rundbögen, die das hohe Mittelschiff von den niedrigen Seitenschiffen trennen. Der größte Teil der Innenausstattung stammt aus der Zeit des Wiederaufbaus um 1640 und zeigt den Stil der Spätrenaissance: Die mit schwarzen Arabesken bemalte Holzkassettendecke des Mittelschiffs ebenso wie die einfacheren Holzfelderdecken der beiden Seitenschiffe, das Gestühl in den Seitenschiffen, die Kanzel mit Schalldeckel und der Taufstein mit Deckel. Das Chorgestühl stammt aus dem 19. Jahrhundert, die Bestuhlung des Mittelschiffs von 1972.

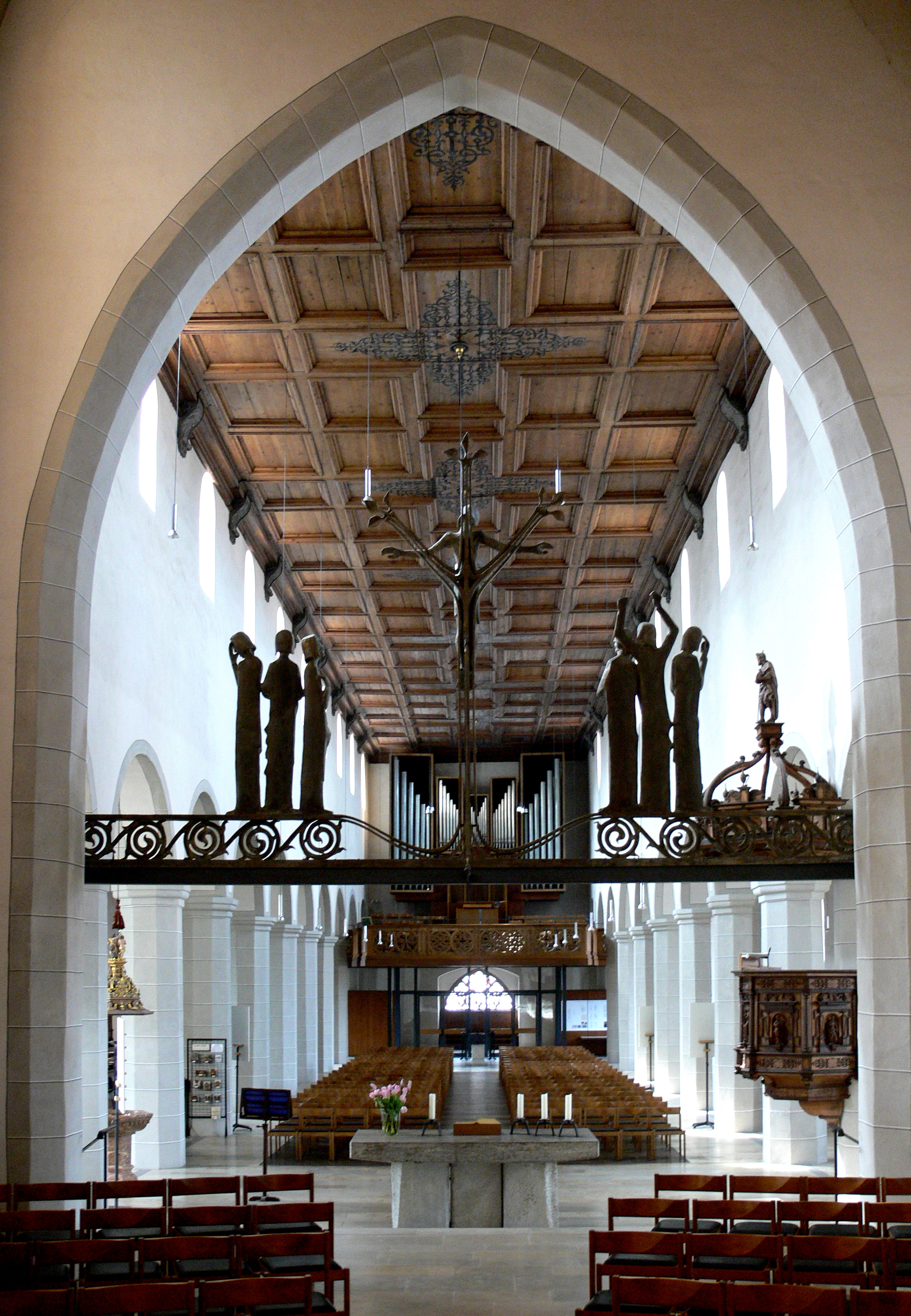
Blick vom Chor ins Langhaus der Basilika
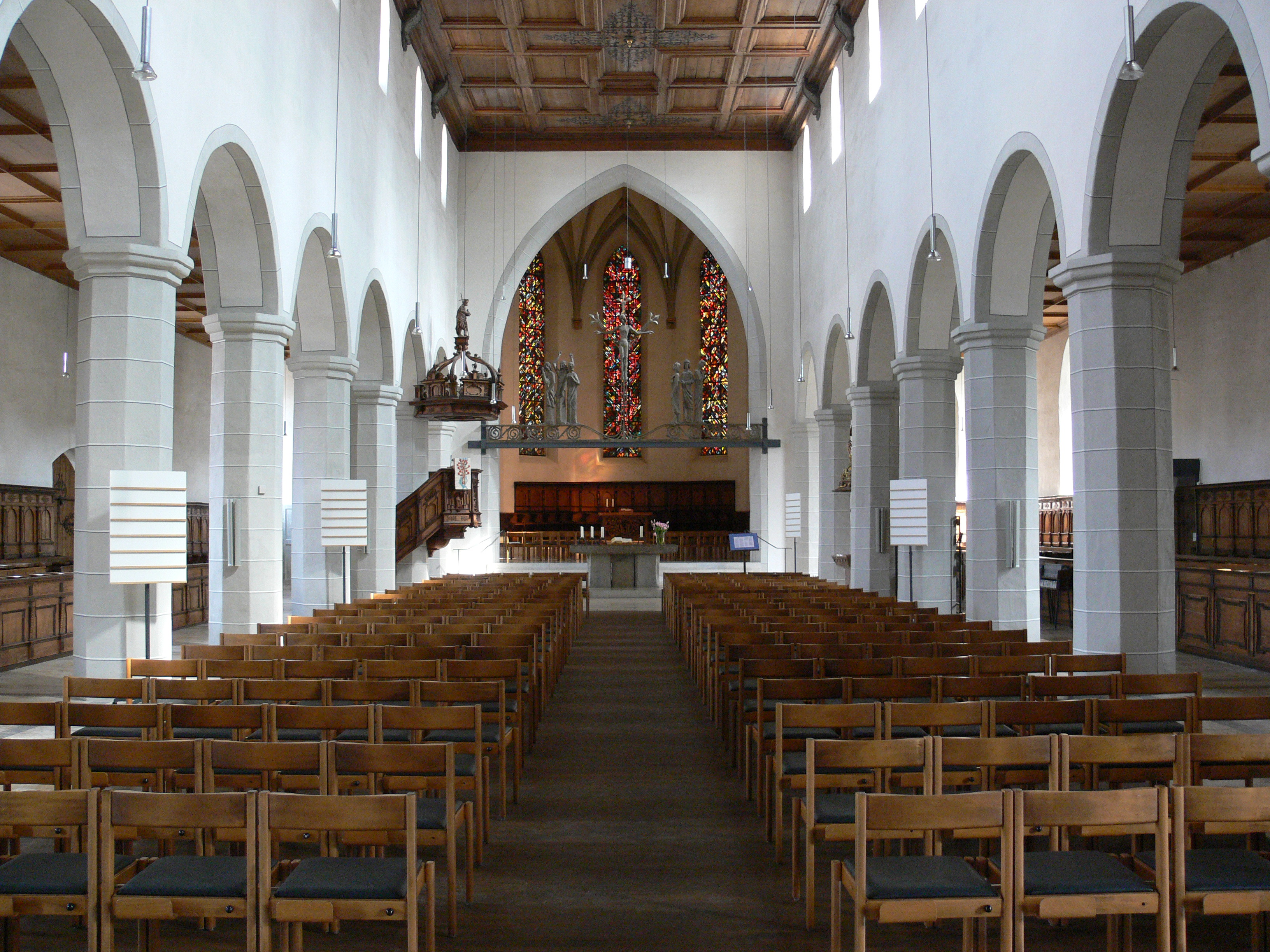
Blick zum Chor
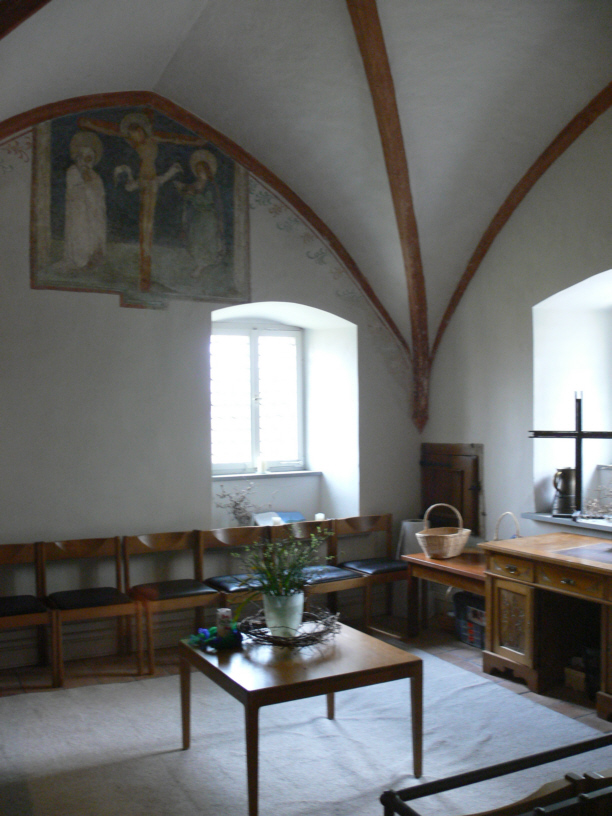
Gewölbte Sakristei mit Fresko

### Fenster und Kreuzigungsgruppe
Die drei Fenster im Chorhaupt (bewusst abstrakte Gestaltung: Ostern, der achte Schöpfungstag – nach Augustin – als Hintergrund der großfigurigen Kreuzigungsgruppe von Ulrich Henn) stammen von Wolf-Dieter Kohler, die drei Südfenster im Chor von der Isnyer Künstlerin Ursula Dethleffs.
Aus dem 19. Jahrhundert stammen die übrigen Fenster, zwei von Carl Johann Baptist Wetzel
(1817–1872) aus Stuttgart (1856), die in der Eberzschen Kapelle den Evangelisten Johannes und die Madonna mit Kind zeigen, sowie von 1883 eine Stiftung von Friedrich Distel in der Ostwand des Mittelschiffs mit Jesus, der die Kinder segnet.
Die den Chorbogen lettnerartig ausfüllende Kreuzigungsgruppe wurde ebenso wie der Auferstehungsaltar im Chor von Ulrich Henn geschaffen.

Chor mit drei bunten Fenstern
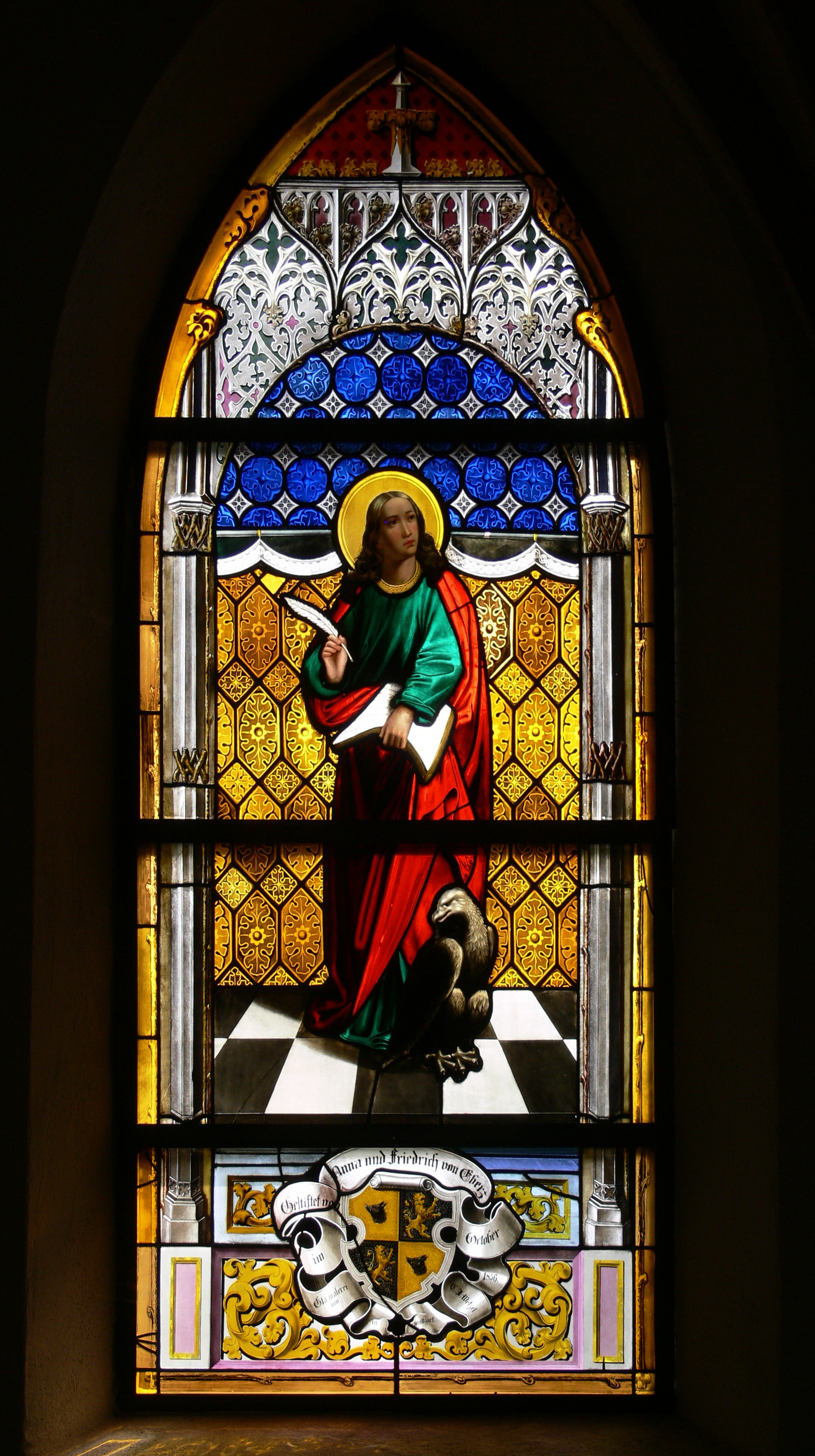
Neugotisches Glasfenster: Evangelist Johannes
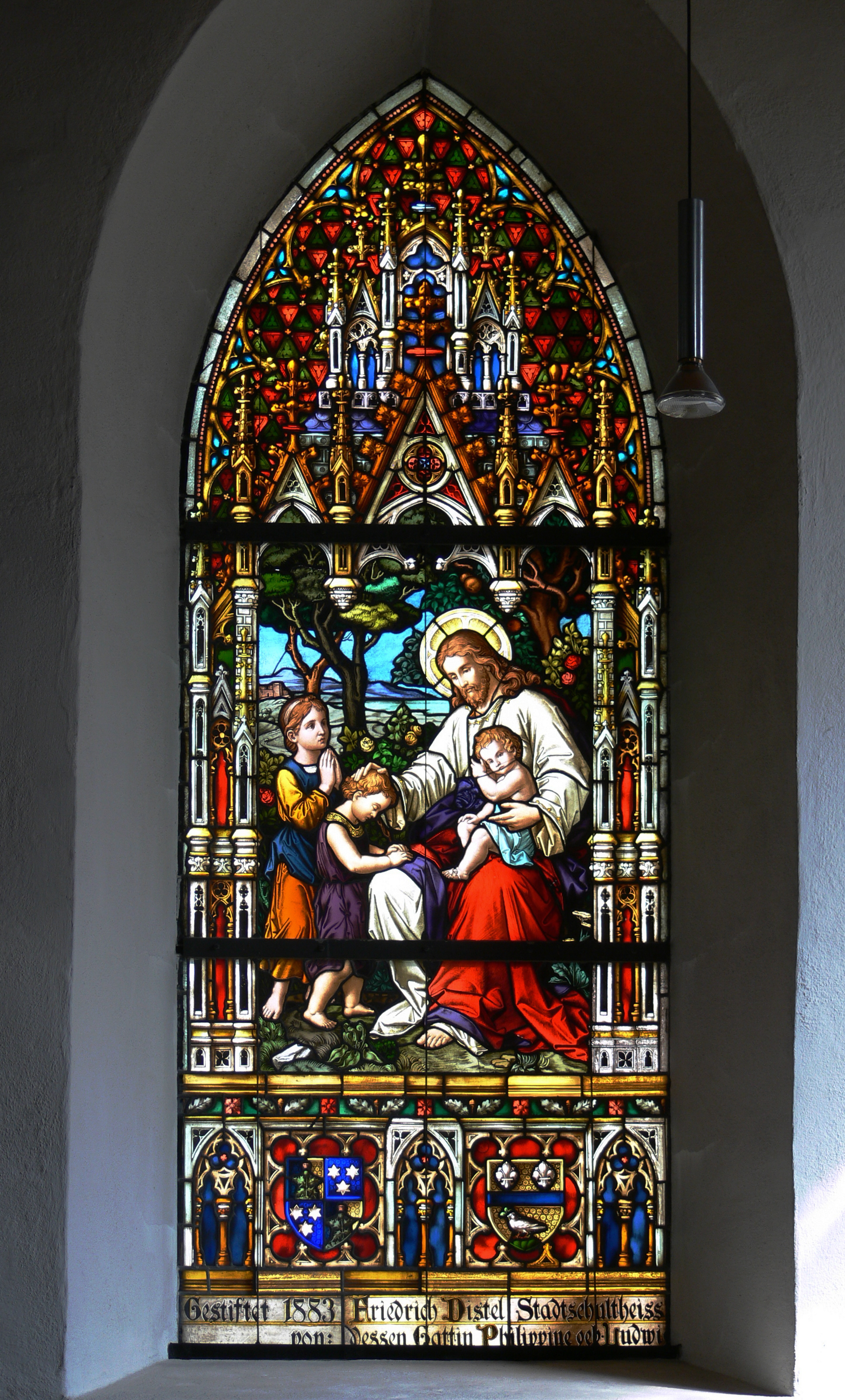
Jesus mit den Kindern
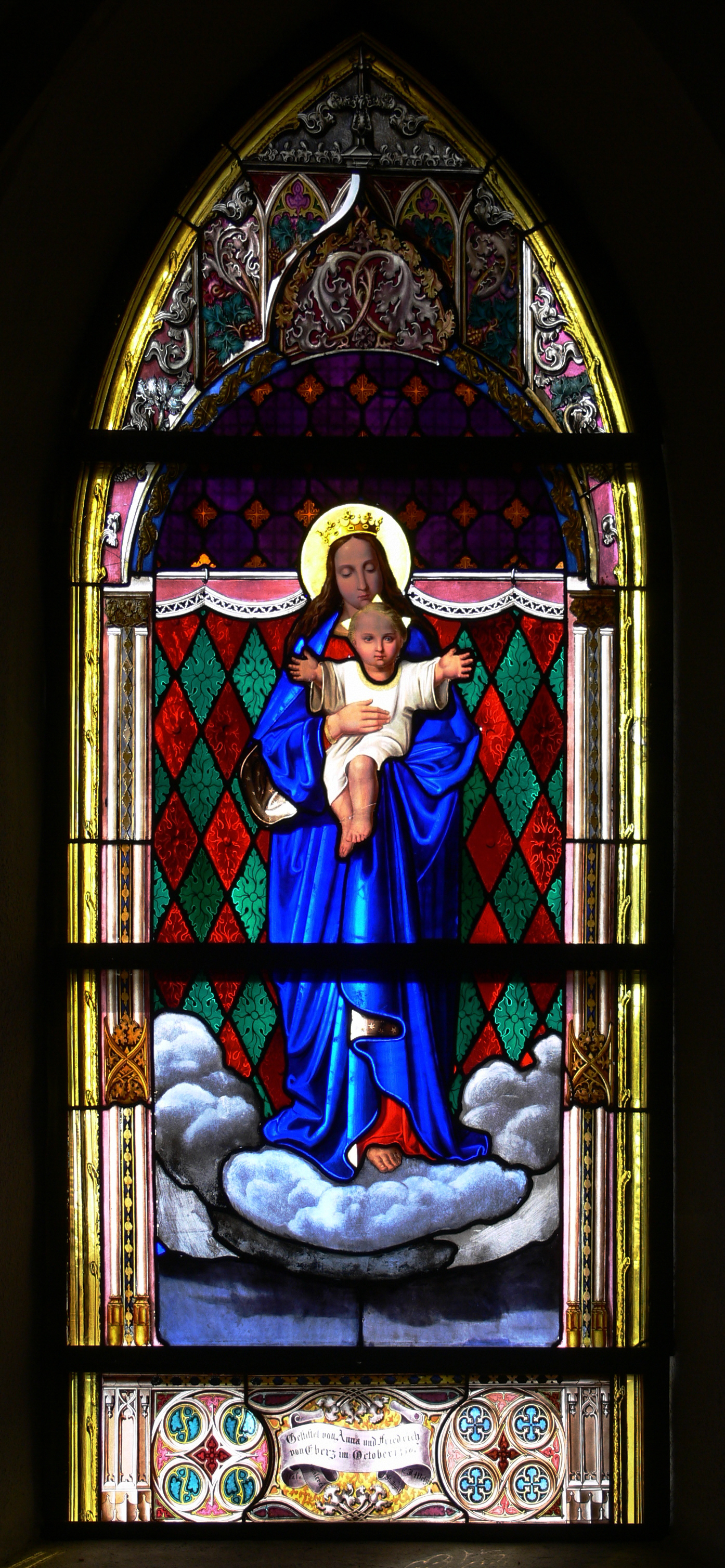
Madonna mit Kind
Kreuzigungsgruppe

### Kanzel und Taufstein
Die sechseckige frühbarocke Kanzel von 1642 (oder 1654?) ist in der Brüstung mit Figuren der vier Evangelisten ausgestattet, ihr sechseckiger, kronenartiger Schalldeckel trägt die Statue Johannes des Täufers, der auf das Lamm weist, das er in seinen Armen hält. Sie stand mit gewölbtem Konsolenunterbau ursprünglich am mittleren der neun Nordpfeiler. „1972 wurde die Kanzel, die im 17. Jh. [...] in der Mitte der nördlichen Pfeilerreihe aufgestellt wurde, um vier Pfeiler nach vorne gerückt.“  Über dem rotmarmornen Taufstein (1641) von Steinmetz Daniel Schopf (Baumeister der Dreifaltigkeitskirche Leutkirch im Allgäu) schwebt der holzgeschnitzte, glockenförmige, mit Engelsköpfchen verzierte Deckel. Die abschließende Figurengruppe zeigt die Szene der Taufe Jesu durch Johannes den Täufer. Die vom Deckel herab schwebende Taube symbolisiert den Hl. Geist.

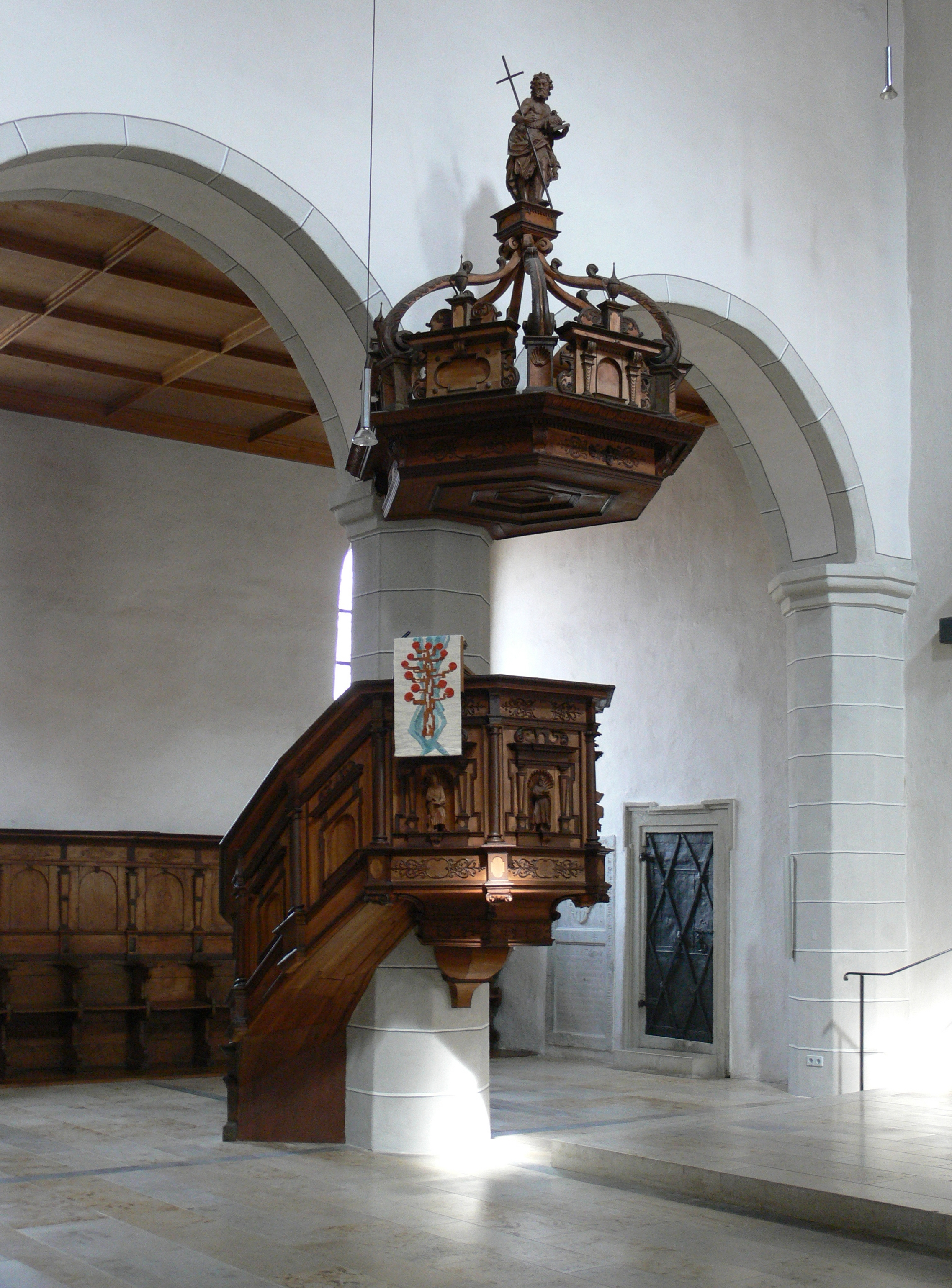
Neugotische Kanzel
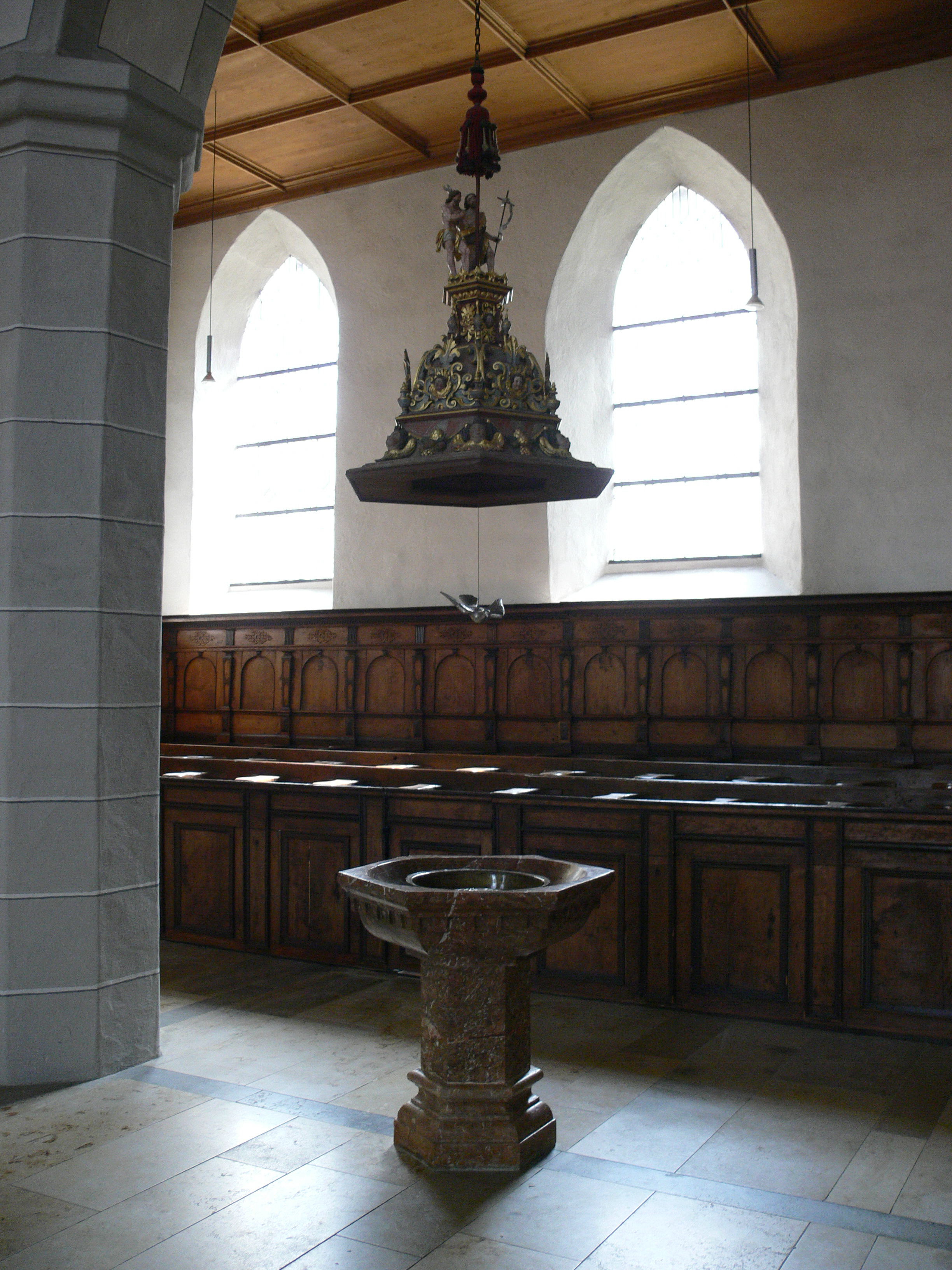
Taufstein
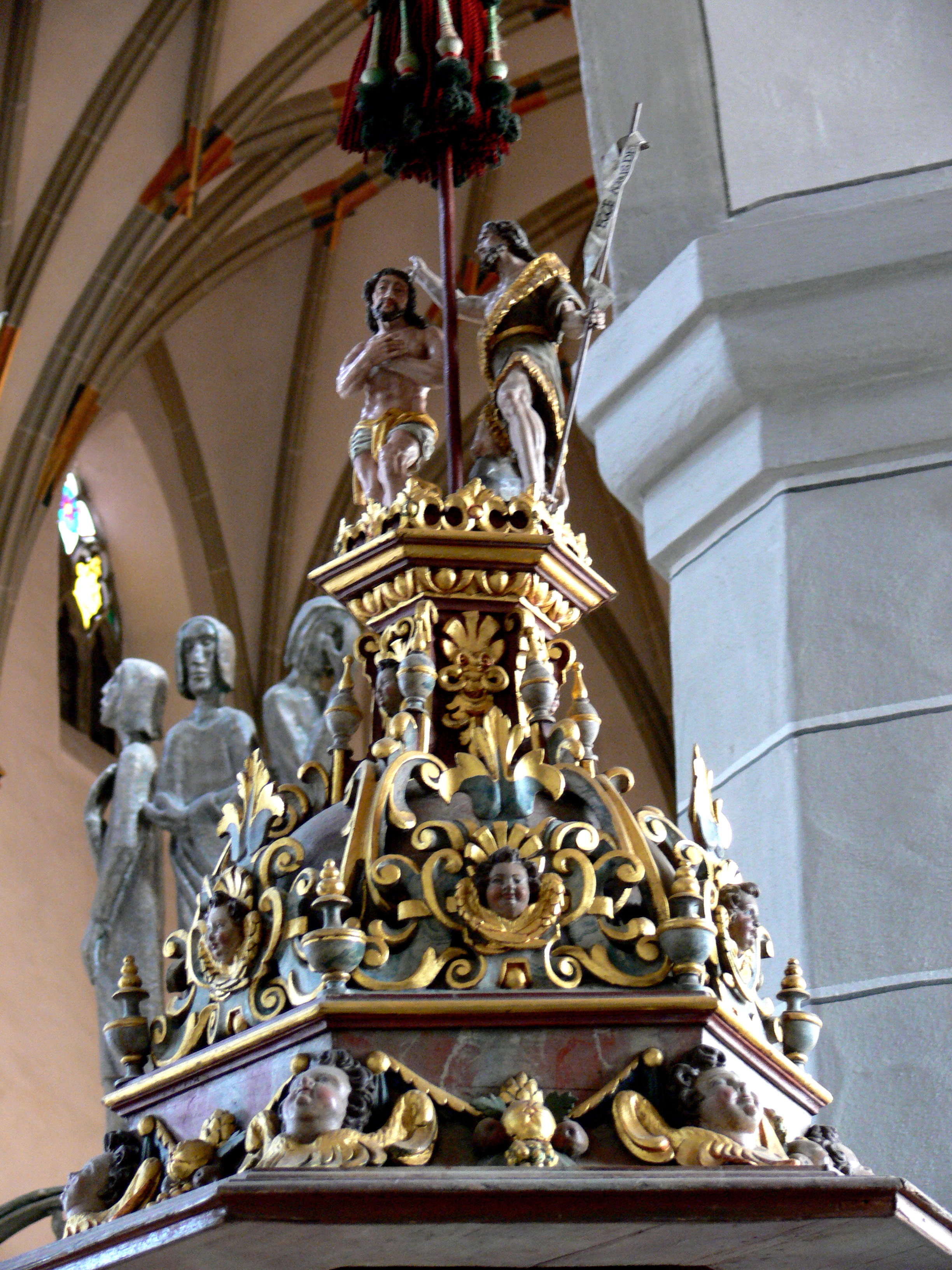
Bekrönung des Taufsteins

### Kirchengestühl

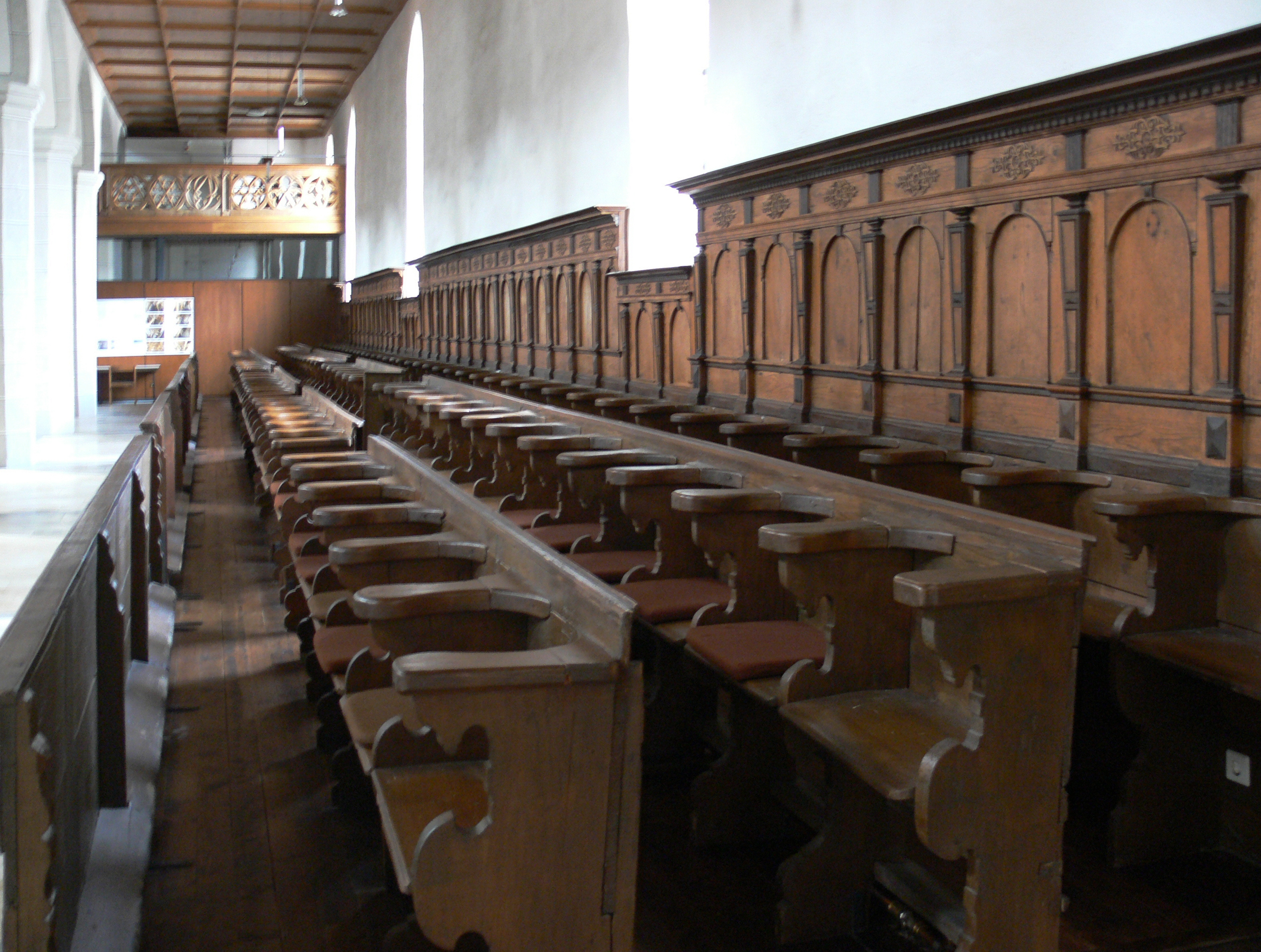
Das Kirchengestühl im Langhaus

Das Parterregestühl von 1640 war „im Viereck um die Kanzel herum angeordnet, das im Mittelschiff zwischen Kanzel und Chor liegende als Wendegestühl. Um die Wände zieht um eine Stufe erhöhtes Wandgestühl mit Rücktäfelung, die mit Pilastern und Gesimsen gegliedert ist.“ Seit 1972 ist es nur noch in den Seitenschiffen des Langhauses vorhanden, das Mittelschiff ist durch bewegliche Stühle möbliert. Im Chor gibt es auch ein Gestühl, das aus dem 19. Jahrhundert stammt.

## Orgel

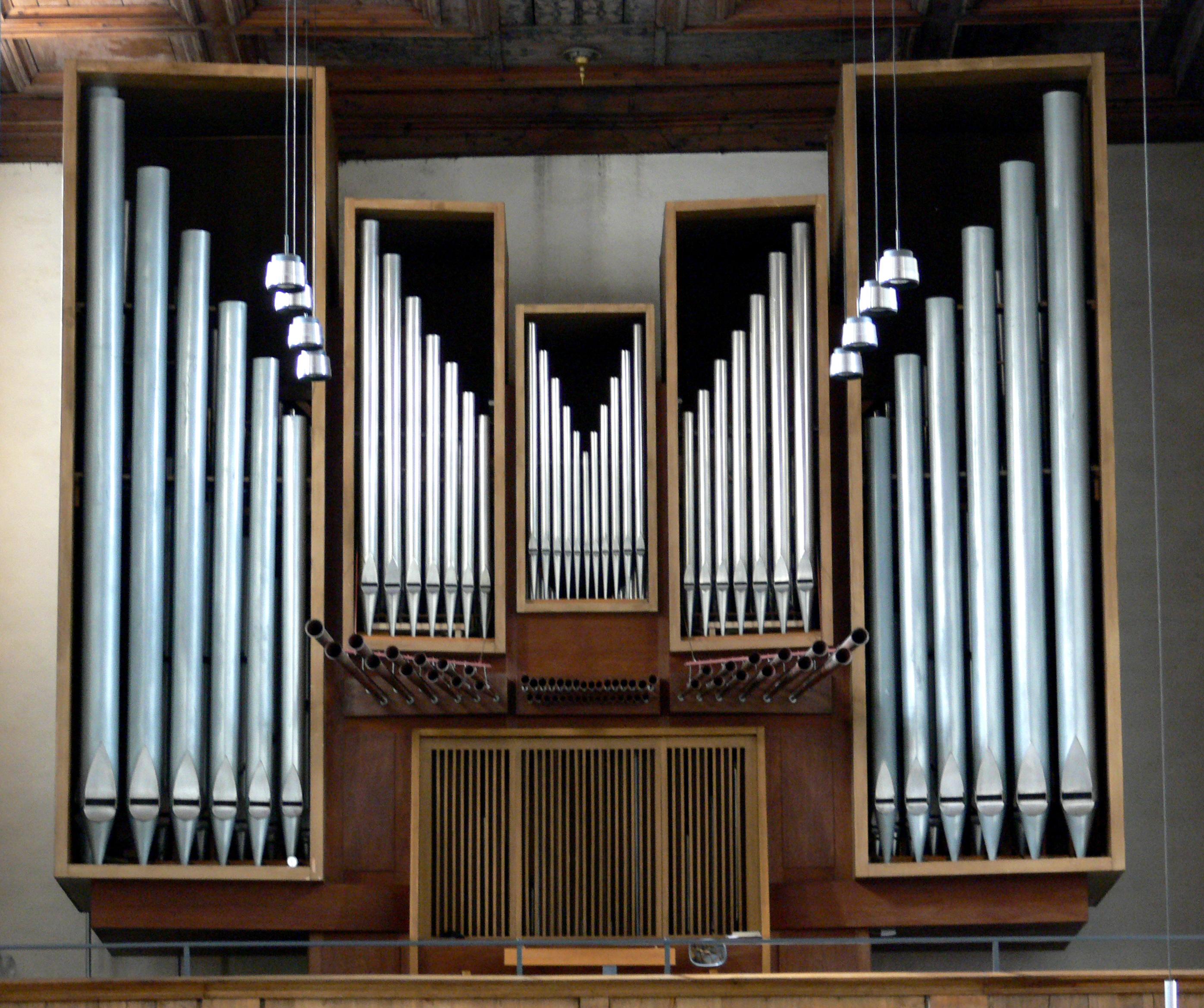
Die Link-Orgel auf der Empore

Die erste Orgel in der Nikolai-Kirche war 1856 erbaut worden und stammte aus der Orgelbauwerkstatt von Eberhard Friedrich Walcker.
Das heutige Instrument wurde in den Jahren 1961/1962 durch den Kirchenmusikdirektor Helmut Bornefeld konzipiert und von der Giengener Orgelmanufaktur Gebr. Link erbaut. Es hat 30 Register, die auf zwei Manuale und Pedal verteilt sind. Eine Besonderheit der Disposition stellt hier die Spanische Trompete im Hauptwerk dar. Die Disposition der Link-Orgel lautet wie folgt:
| I Hauptwerk C–g3 |       |
| Gedacktpommer    | 16′   |
| Prinzipal        | 8′    |
| Gemshorn         | 8′    |
| Oktave           | 4′    |
| Spitzflöte       | 4′    |
| Quinte           | 2 ⁄3′ |
| Hohlflöte        | 2′    |
| Kornett II–III   | 2 ⁄3′ |
| Mixtur IV-VI     | 1 ⁄3′ |
| Terzzimbel III   | 1⁄3′  |
| Span. Trompete   | 8′    |
| Tremulant        |       |

| II Brustwerk (schwellbar) C–g3 |        |
| Gedackt                        | 8′     |
| Quintade                       | 8′     |
| Prinzipal                      | 4′     |
| Rohrflöte                      | 4′     |
| Rohrnasat                      | 2 ⁄3′  |
| Oktave                         | 2′     |
| Hörnlein III                   | 1 3⁄5′ |
| Sifflöte                       | 1 ⁄3′  |
| Scharf III–V                   | 1′     |
| Sordun                         | 16′    |
| Tremulant                      |        |

| Pedal C–f1     |        |
| Prinzipal      | 16′    |
| Untersatz      | 16′    |
| Oktavbass      | 8′     |
| Waldflöte      | 4′     |
| Choralbass III | 4′     |
| Glöckleinton   | 2′+1′  |
| Rauschwerk III | 5 1⁄3′ |
| Trompete       | 8′     |
| Schalmei       | 4′     |
| Tremulant      |        |

- Koppeln: II/I, I/P, II/P
- Spielhilfen: Feste Kombinationen: Vorpleno HW; Pleno 8′ HW; Gesamtpleno 16′; Zungenpleno 16′, Vorpleno Pedal 16′; Pleno Pedal 16′, Pleno BW 8′; Zungen c.f. BW; Einzelregister aus Gruppenzügen; 3 freie Kombinationen, 2 freie Pedalkombinationen

## Prädikantenbibliothek
Der Raum über der Sakristei ist ungefähr 5 m × 5 m groß. Er ist gewölbt und ausgemalt. Der 1482 erstmals urkundlich nachweisbare Raum gehört in seiner heutigen Erscheinungsform und Ausstattung zu den ältesten erhaltenen Bibliotheksräumen überhaupt. In ihm ist ein großer Bücherschatz angesammelt, der auf eine Stiftung der Isnyer Prädikantenstelle (Predigerstelle) durch den Konstanzer Domherrn Johann Guldin 1462 zurückgeht. In der Folgezeit, insbesondere in der Reformationszeit und im 17. Jahrhundert, wurde der Bestand der Bibliothek durch Stiftungen aus Privatbesitz vergrößert.
Die kleine, aber wertvolle Bibliothek umfasst etwa 2650 Titel mit Schwerpunkt in der spätmittelalterlichen Reformbewegung und der Reformationszeit, darunter 80 Handschriften, 170 Inkunabeln, 170 Reformationsdrucke und meist aus dem 16. Jh. stammende annähernd 120 Titel von hebräischen oder aus dem Hebräischen übersetzten Schriften.

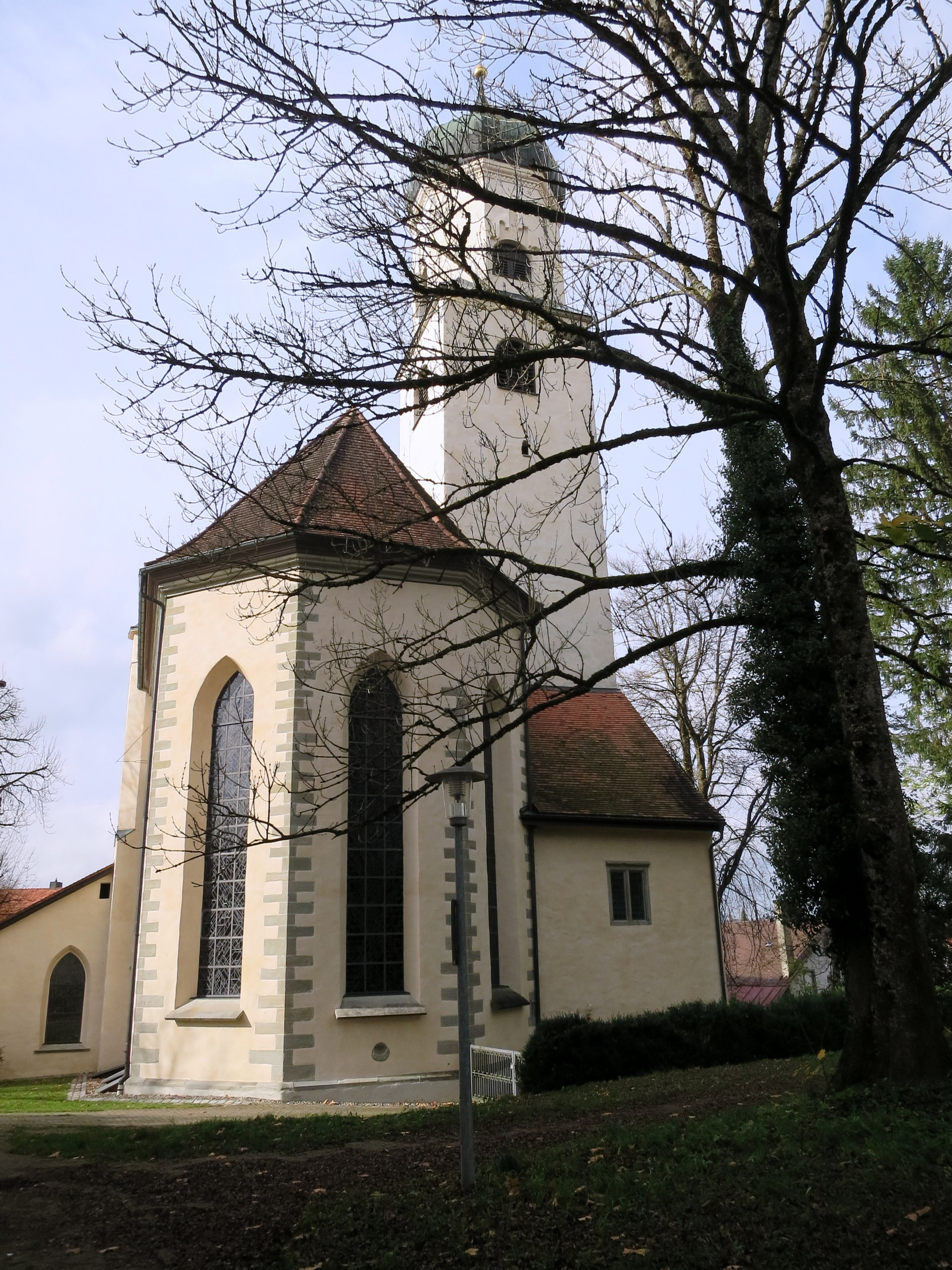
Chor der Nikolaikirche mit Sakristeianbau rechts
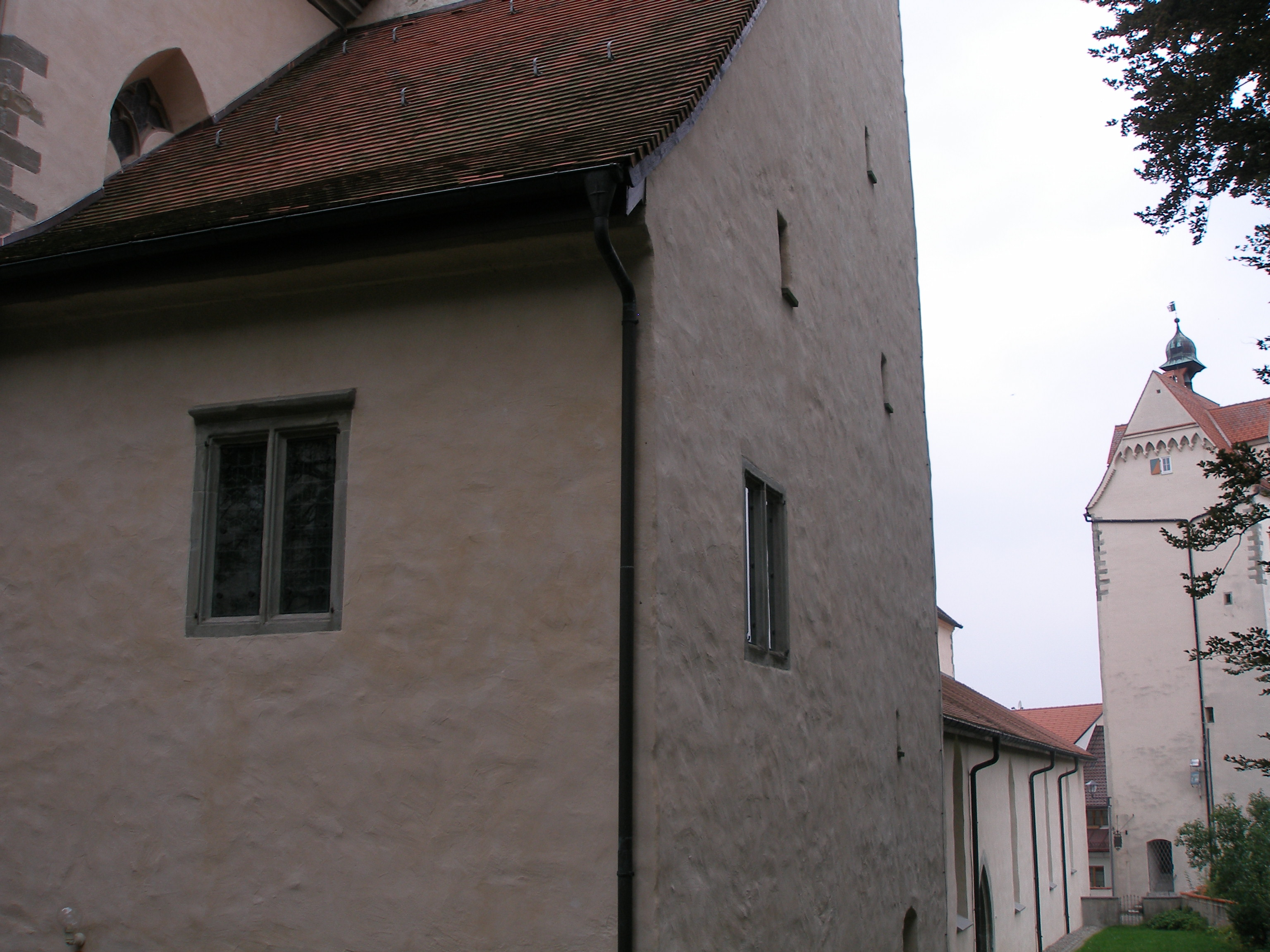
Die Sakristei mit der darüber befindlichen Prädikantenbibliothek
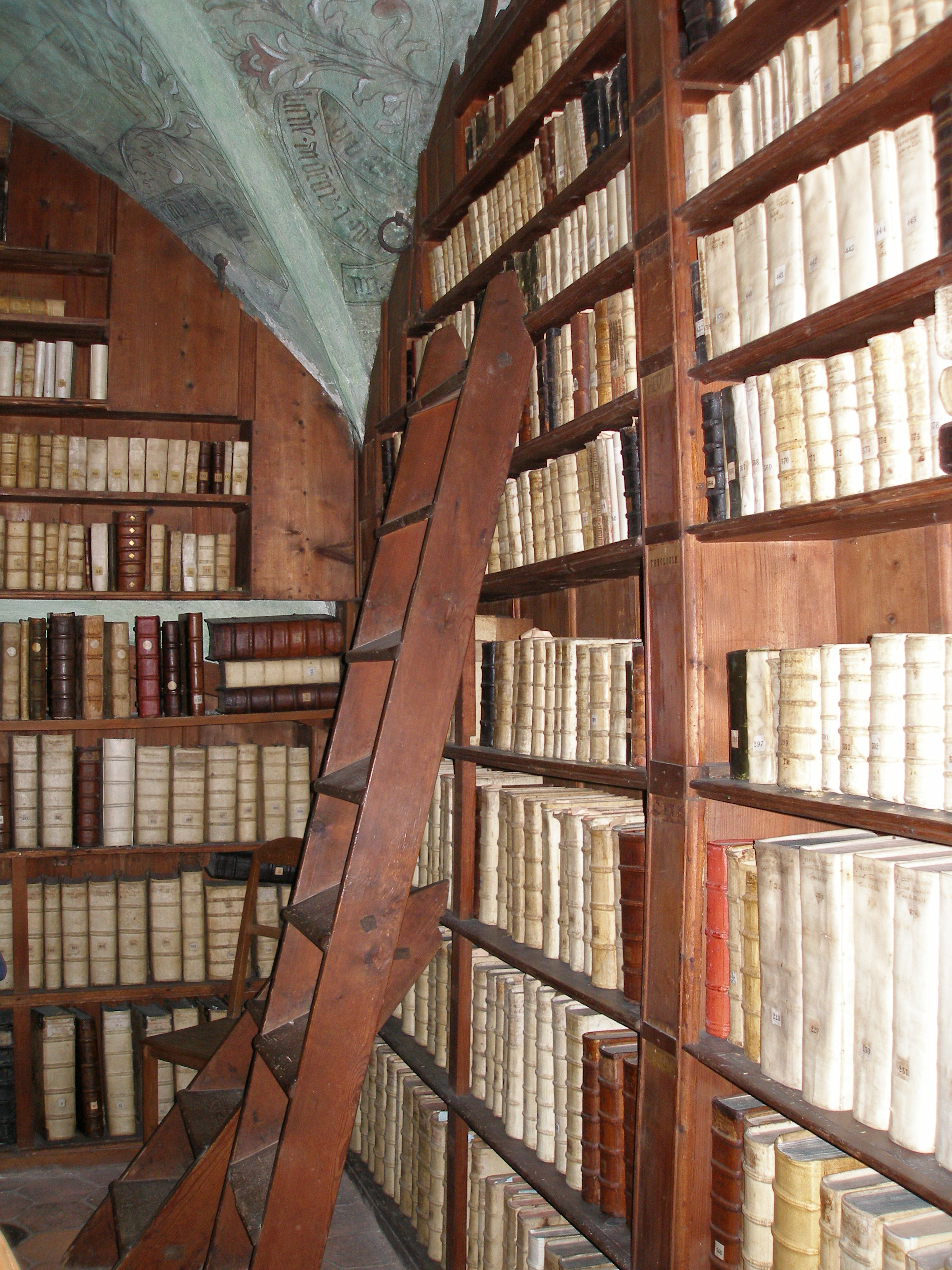
Regale der Bibliothek
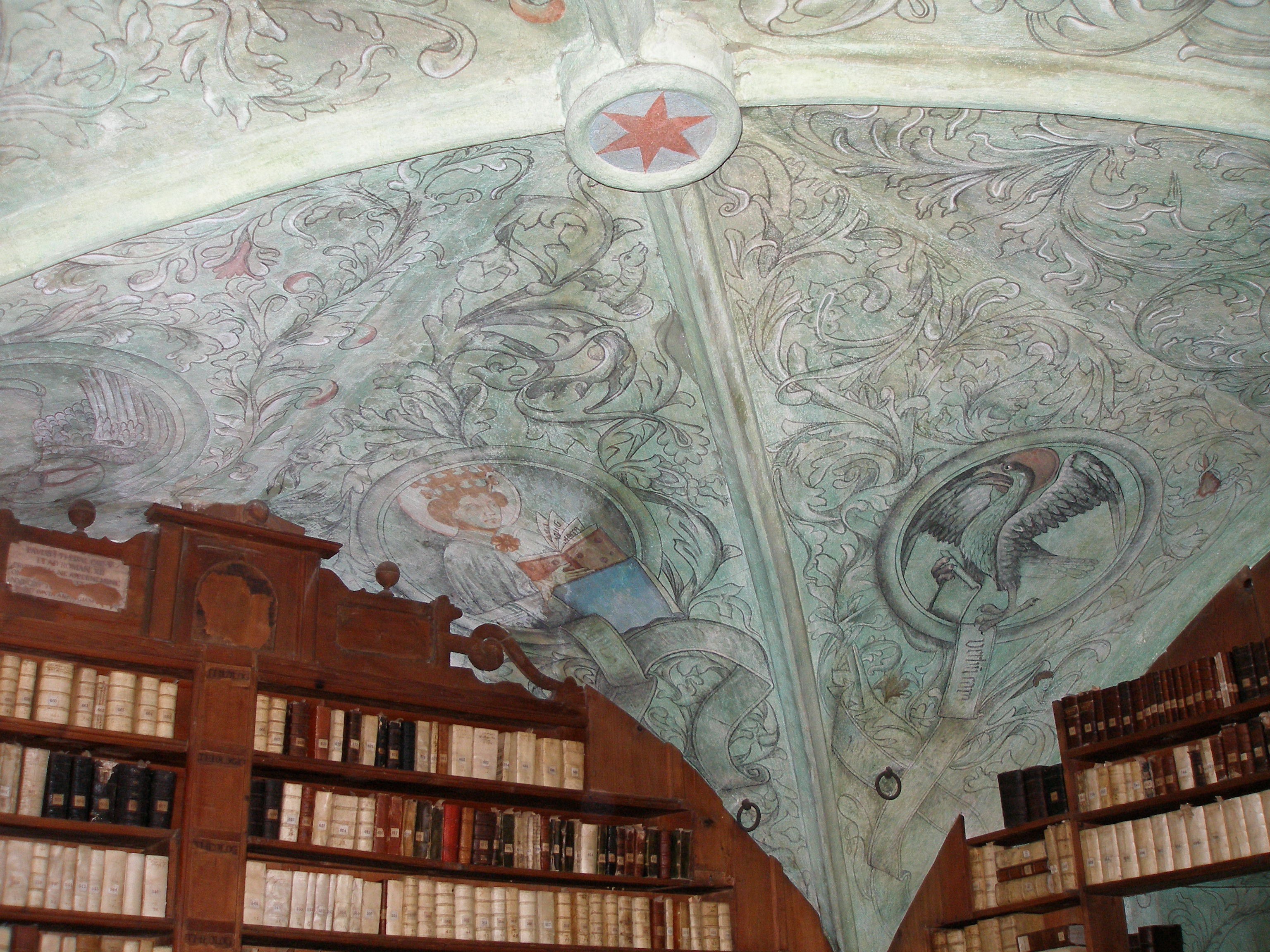
Gewölbe mit Fresken
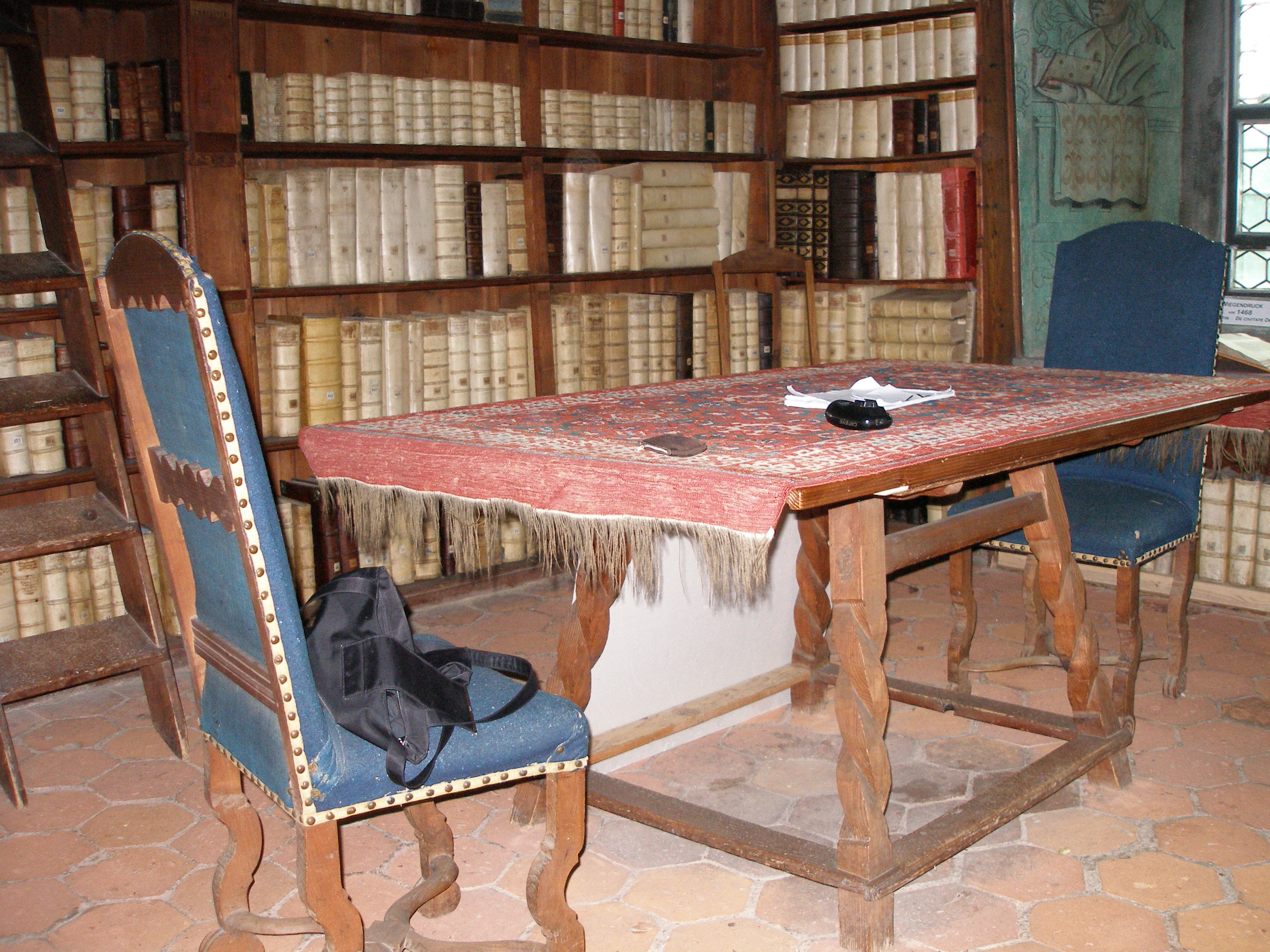
Studiertisch
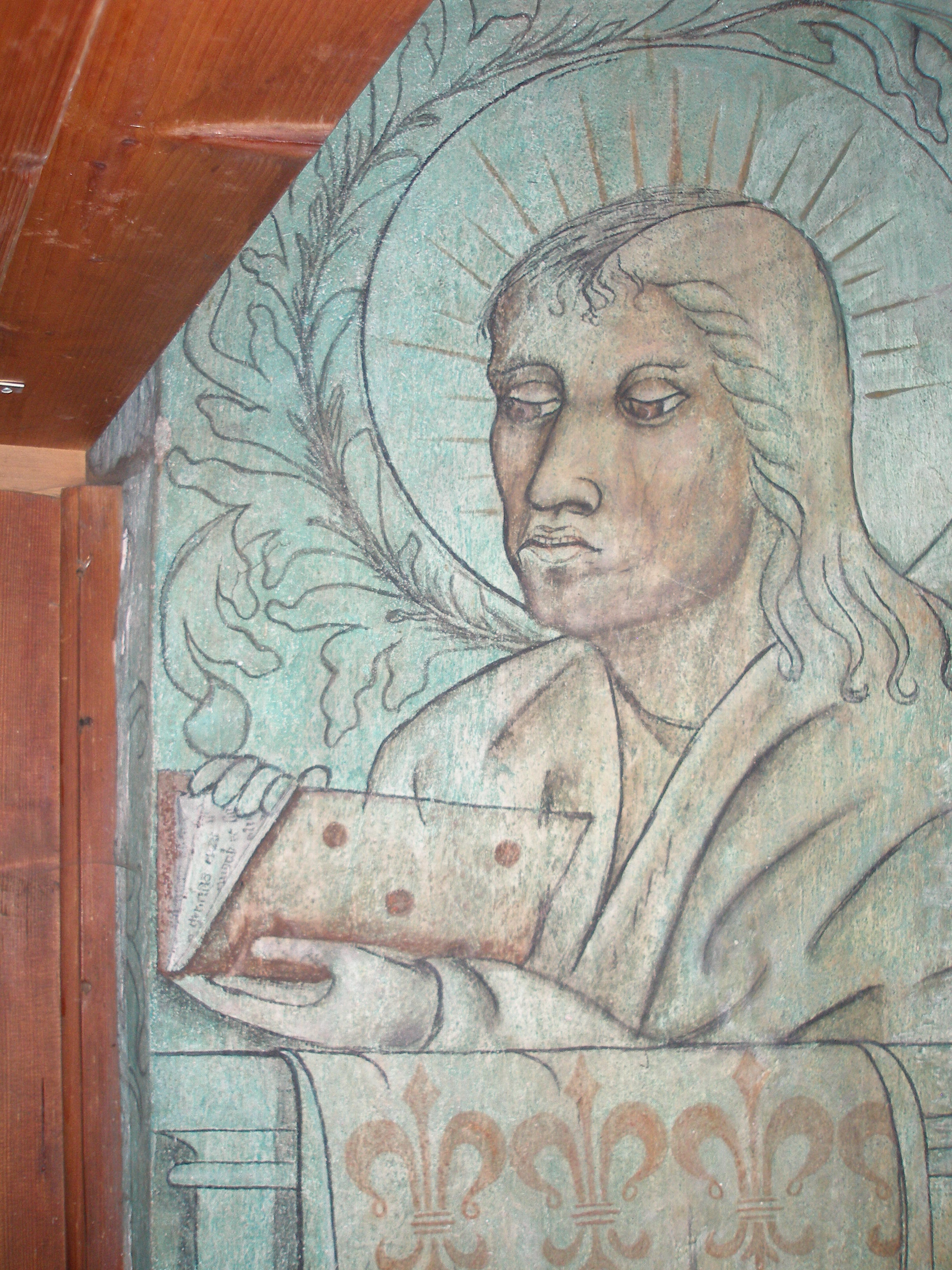
Jesus-Fresko

## Kulturdenkmal
Die bemerkenswert überlieferte Kirche ist ein herausragendes Zeugnis für die Volksfrömmigkeit in Isny und zudem eine wichtige städtebauliche Dominante. An ihrer Erhaltung – samt Bibliothek und Ausstattung – besteht aus wissenschaftlichen und heimatgeschichtlichen Gründen ein besonderes öffentliches Interesse. Sie ist ein geschütztes Kulturdenkmal in der Gesamtanlage Isny im Allgäu. Im denkmalpflegerischen Werteplan ist die Nikolaikirche als geschütztes Kulturdenkmal verzeichnet.